# Биоцид
Биоцид, непољопривредни пестицид је онај производ који је намењен да (биолошки или хемијски) одврати, уништи, спречи деловање, учине безопасним или контролише непожељне организме. Биоцидни производ се састоје од једне или више активних супстанци којима остварују наведене учинке.

## Услови за стављање у промет и примену
Како биоцидни производи у себи садрже и потенцијални ризик по здравље људи, животиња и животну средину пре стављања у промет подлежу посебној процедури. Након спроведене процедуре ако се утврди да представљају прихватљив ризик по здравље људи, животиња и животну средину одобрава се њихов промет и коришћење.
Стављање у промет ових средстава у свим земљама Света ускалђује се са Законом о биоцидним производима, сваке земље посебно, а његово спровођење контролишу Агенције за хемикалије земаља које су тај закон донеле. У Србији ту контролу обавља Агенција за хемикалије Владе Републике Србије.

## Врсте
Значај примене биоцидних производа у свакодневном животу, непрестано расте, јер би без њих живот на Земљиној кугли, на какав смо данас навикли био немогућ.
Примарна примена биоцидни производи заступљена је пре свега на оним местима на којима се непожељни живи организми јављају масовно и својим присуством угрожавају здравље људи и негативно утичу на животиње или животну средину.
Дезифинфицијенси, су биоцидни производи који се свакодневно користе у домаћинствима, медицинским и ветеринским установама, на фармама и у индустрији за;
- одржавање личне хигијене људи,
- дезинфекцију здраве коже,
- дезинфекцију површина и предмета у домаћинствима, јавним и индустријским објектима, на фармама, у прехрамбеној индустрији
- дезинфекцију ваздуха у затвореним и недовољно проветреним просторијама, фармама, индустријским халама итд,
- дезинфекцију воде у базенима за купање.

Неки од примера биоцидних производа, напред наведене намене, су; антибактеријске марамице, антибактеријски сапуни и гелови, дезинфицијенси за руке и тело, дезинфекциони раствори за испирање усне дупље, производи за хируршку дезинфекцију руку... Производи који служе за прање веша, посуђа, чишћење површина, итд, за које кажемо да сузбијају микроорганизме (нпр. антибактеријски детерџенти, дезинфекцију тоалета и средства за чишћење), такође су биоцидни производи.
Родентициди производи су такође биоцидна средаства која се користе за сузбијање мишева или других глодара
Инсектициди који се користе за сузбијање мрава, бубашваба, мува и других инсеката такође су биоцидни производи.
Репаленти који се користе за заштиту од комараца и крпеља одбијањем, такође су биоцидни производи.

## Где се примењујеу биоцидни производи?
Биоцидни производи данас се све више користе у индустрији, грађевинарству, ветерини;
- у бојама, малтеру, смесама за заптивање на бази силикона, како би својим дејством заштитили третирани производ, као и површину која се третира од лишаја, алги, буђи.
- у индустријској производњи за заштиту финалних производа у оригиналној амбалажи,
- за заштиту дрвета, коже, гуме, папира, текстила, и др.
- у ветерини за дезинфекцију површина и опреме на фармама, као и за одржавање хигијене животиња (дезинфекција вимена, дезобаријере), за сузбијање инсеката и глодара.

## Подела[3]
Биоцидни производи по типу груписане су у четири групе, и то:
Дезинфицијенси и општи биоцидни производи:
- Биоциди да одржавање хигијене људи.
- Санитарни и други биоцидни производи намењени за примену у стамбеним просторијама и другим приватним објектима, у здравственим установама и другим институцијама. Они се користе за дезинфекцију ваздуха, површина, материјала, опреме и намештаја који није у директном контакту са храном или у објектима за исхрану, јавним и индустријским објекатима, укључујући и болнице. У ову групу спадају и биоцидни производи који се користе као алгациди, у базенима, акваријумима, у води за купање и другим воденим системима, клима-уређајима, на зидовима и подовима у здравственим установама и другим институцијама. Затим за дезинфекцију у хемијскиах тоалета, отпадних вода, болничког отпада, земљиште или друге подлоге (на игралиштима, спотским теренима).
- Биоцидни производи за хигијену у ветерини, намењени су за спроваођење хигијене у областима ветерине ветерине укључујући и производе који се користе у областима (просторима) где се животиње смештају, чувају или транспортују.
- Дезинфицијенси у области исхране, користе се за дезинфекцију опреме, контејнера, кухињског прибора, површина и цевовода, директно повезаних са производњом, транспортом, складиштењем или потрошњом хране, хране или пића (укључујући и воду за пиће) за људе и животиње.
- Биоициди за дезинфекцију воде за пиће, користе се за у процесу пречишћавања воде за пиће (за људе и животиња).

Конзерванси-успоривачи;
- Конзерванси за заштиту
- Конзерванси за заштиту филмова
- Презервативи
- Заштита влакна, коже, гуме и полимеризовани материјали
- Заштитно средство за зидање
- Конзерванси за заштиту течности у расхладним и процесним системима
- Слимициди
- Заштита метала у радној течности

Биоциди за дератизацију и дезинсекцију (пестициди)
- Акарициде
- Бактерициди
- Вироциди
- Фунгициди
- Хербициди
- Зооциди
  - родентициди (уништавају глодаре)
  - нематоциди (за нематоде)
  - корвициди (за птице)
  - лимациди (за пужеве)
- Репеленати
- Атрактанти

Остали биоцидни производи
- Конзерванси за храну и храну за животиње
- Производи против обрастања (у бродоградњи)
- Течности за балсамовање и репаратори
- Контрола других кичмењака